# Anisodactylus sanctaecrucis
Anisodactylus sanctaecrucis es una especie de escarabajo del género Anisodactylus, categorizada en la tribu Harpalini, de la subfamilia Harpalinae. Fue descrita por Fabricius en 1798.

## Descripción
Mide 8,3-10,9 mm de longitud.

## Distribución
Se distribuye por América del Norte: Estados Unidos y Canadá.